# Gaspar María de Nava
Gaspar María de Nava Álvarez de Noroña (Castellón de la Plana, 6 de mayo de 1760 - Madrid, 1815), conde de Noroña, fue un militar, diplomático, dramaturgo y poeta español. 

## Biografía
En 1776 entró al servicio de Carlos III de España como paje, Complacido por su talento para las bellas letras, el rey le nombró en 1778 capitán de dragones del regimiento de Lusitania, en Andalucía. Se distinguió en el bloqueo de Gibraltar de 1779, y en 1792, época de la guerra contra la república francesa fue nombrado comandante de escuadrón. Durante la Guerra de la Independencia mandó parte de los ejércitos españoles en Galicia como teniente general derrotando a los franceses en la Batalla de Puentesampayo.
Sus Poesías asiáticas puestas en verso castellano, publicadas póstumamente en 1833, son traducciones de las versiones inglesas de Joseph Dacre Carlyle (Specimens of Arabian Poetry, 1796) y Samuel Rousseau (The Flowers of Persian Literature, 1801), así como de las latinas de Sir William Jones (Poeseos Asiaticae Commentarii, 1774). Iniciaron el gusto por lo exótico y orientalizante en España y por ello ha sido considerado una «figura seminal» del orientalismo romántico español. A él y a Víctor Hugo se debe el auge entre los españoles del género lírico romántico de la oriental.
Guiándose por el lema horaciano de Carmina non prius audita... virginibus puerisque canto Noroña pretendía renovar la poesía española con sus traducciones, contrastando "las composiciones llenas de fuego e imágenes pintorescas" de los orientales y su "calor y entusiasmo" con "las insulsas filosóficas prosas rimadas" de los franceses.

## Obras
- Biblioteca de Autores Españoles, LXIII.
- Poesías del conde de Noroña, Madrid: Vega y Compañía, 1799 y 1800, 2 vols.
- Omníada (1816), en doce cantos.
- Poesías asiáticas puestas en verso castellano, París: Imprenta de Julio Didot Mayor, 1833.